# Blue Angels
För andra betydelser, se Blue Angels (olika betydelser).
Blue Angels (formellt namn: U.S. Navy Flight Demonstration Squadron; förkortning: NFDS) är en flyguppvisningsskvadron i USA:s flotta med marinflygare (engelska: naval aviators) som tillhör både flottan och USA:s marinkår. 
Blue Angels skapades 1946 och har varit i aktiv tjänst sedan dess.

## Flygplan
Uppvisningsflygplan
1. Grumman F6F-5 Hellcat: Juni – Augusti 1946
2. Grumman F8F-1 Bearcat: Augusti 1946 – 1949
3. Grumman F9F-2 Panther: 1949 – Juni 1950 (första jetflygplanet)
4. Grumman F9F-5 Panther: 1951 – Vintern 1954/55
5. Grumman F9F-8 Cougar: Vintern 1954/55 –  1957
6. Grumman F11F-1 Tiger: 1957 – 1968 (första överljudsplanet)
7. McDonnell Douglas F-4J Phantom II: 1969 – December 1974
8. Douglas A-4F Skyhawk: December 1974 – November 1986
9. McDonnell Douglas F/A-18 Hornet (F/A-18B som nummer 7): November 1986 – 2010
10. Boeing F/A-18C (F/A-18D som nummer 7) Hornet: 2010-2020
11. Boeing F/A-18E Super Hornet (F/A-18F som nummer 7): 2020–

Sedan 1970 har Blue Angeles även förfogat över en Lockheed Martin C-130 Hercules för transport av markpersonalen och som haft smeknamnet "Fat Albert".

## Bildgalleri

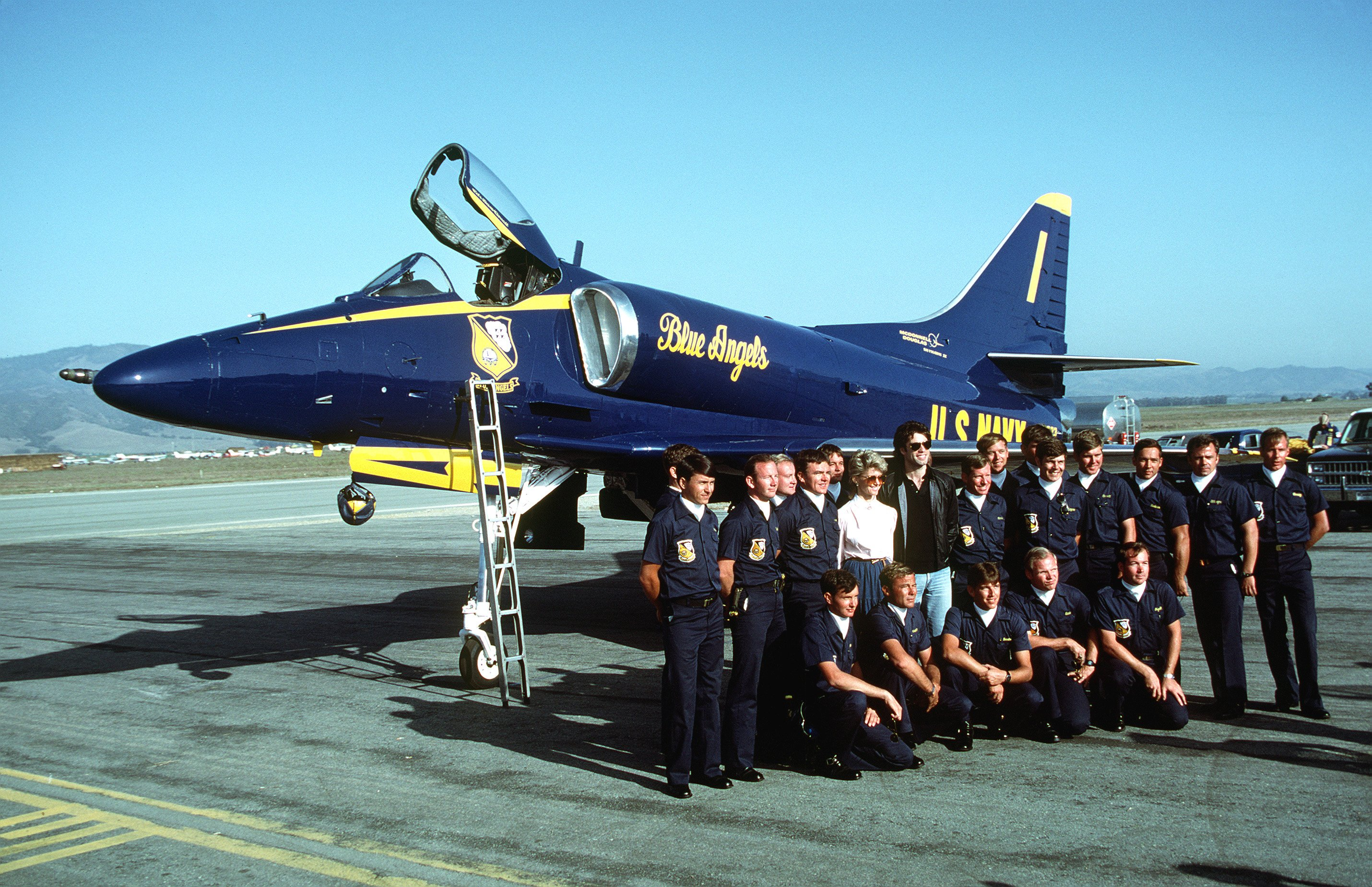
Besättningen för Blue Angels anno 1983 tillsammans med John Travolta och Olivia Newton-John med en A-4 Skyhawk i bakgrunden.
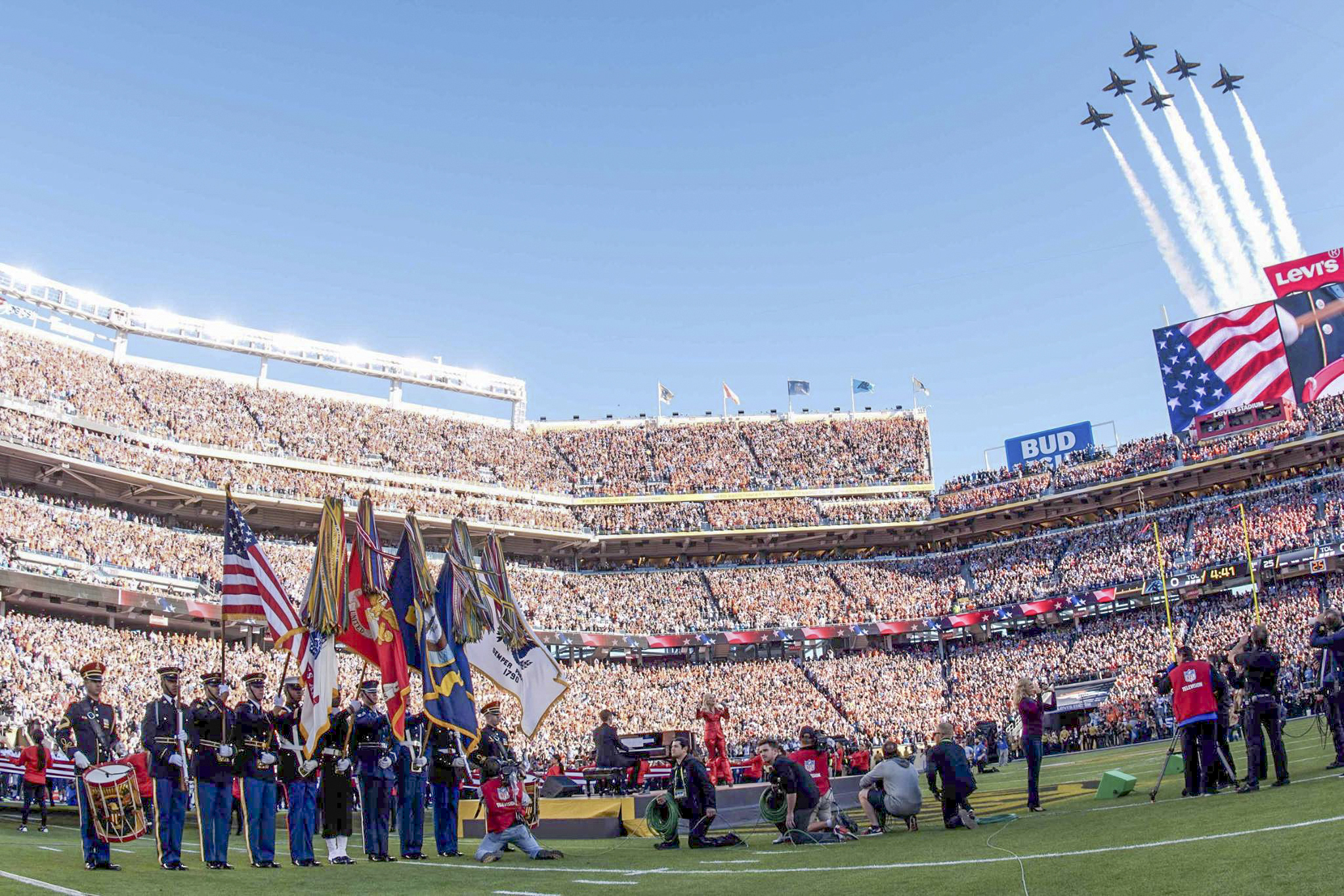
Blue Angels gör en överflygning vid Super Bowl 50.
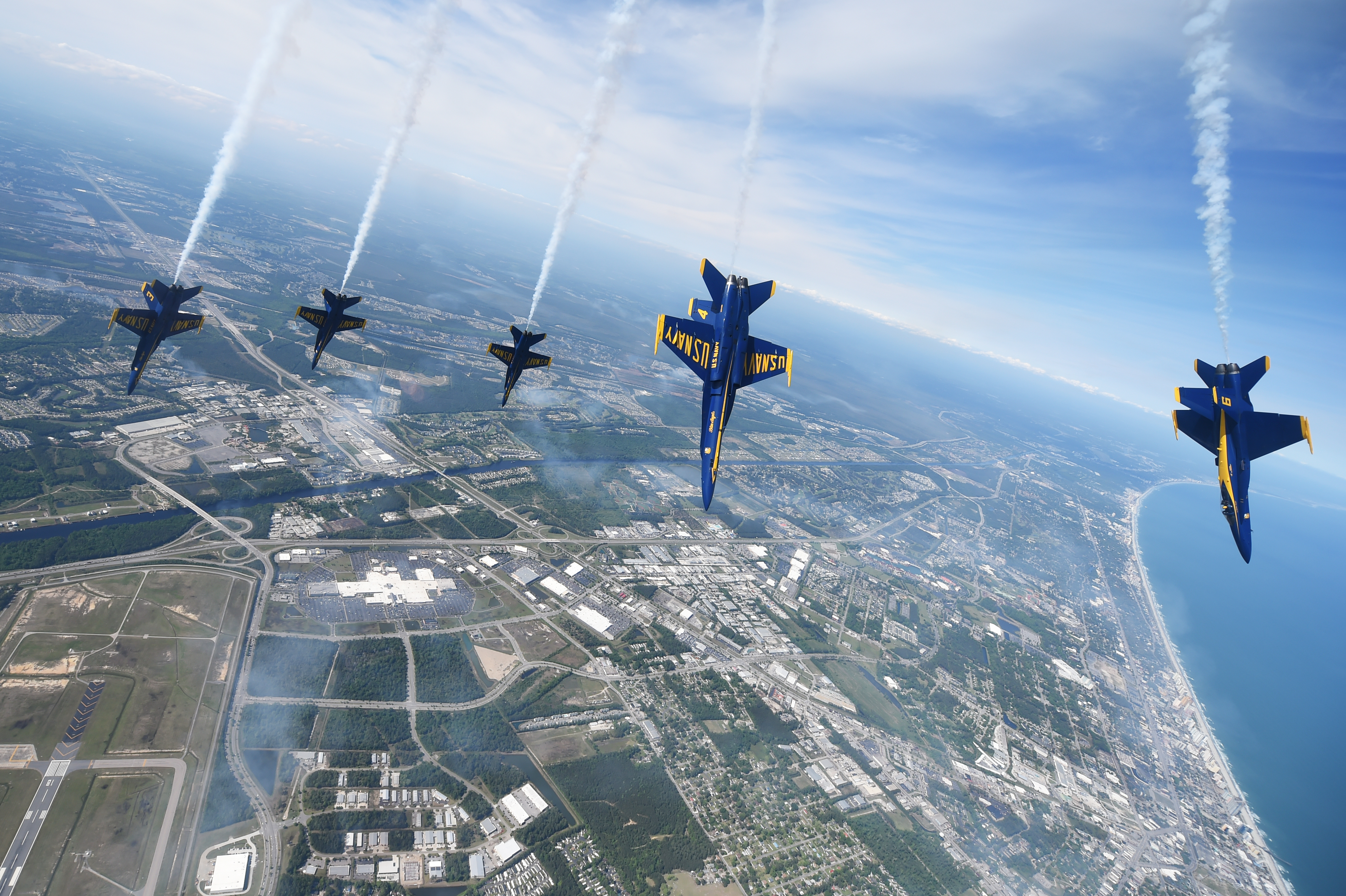
Flyguppvisning 26 april 2018 ovanför Myrtle Beach, South Carolina.
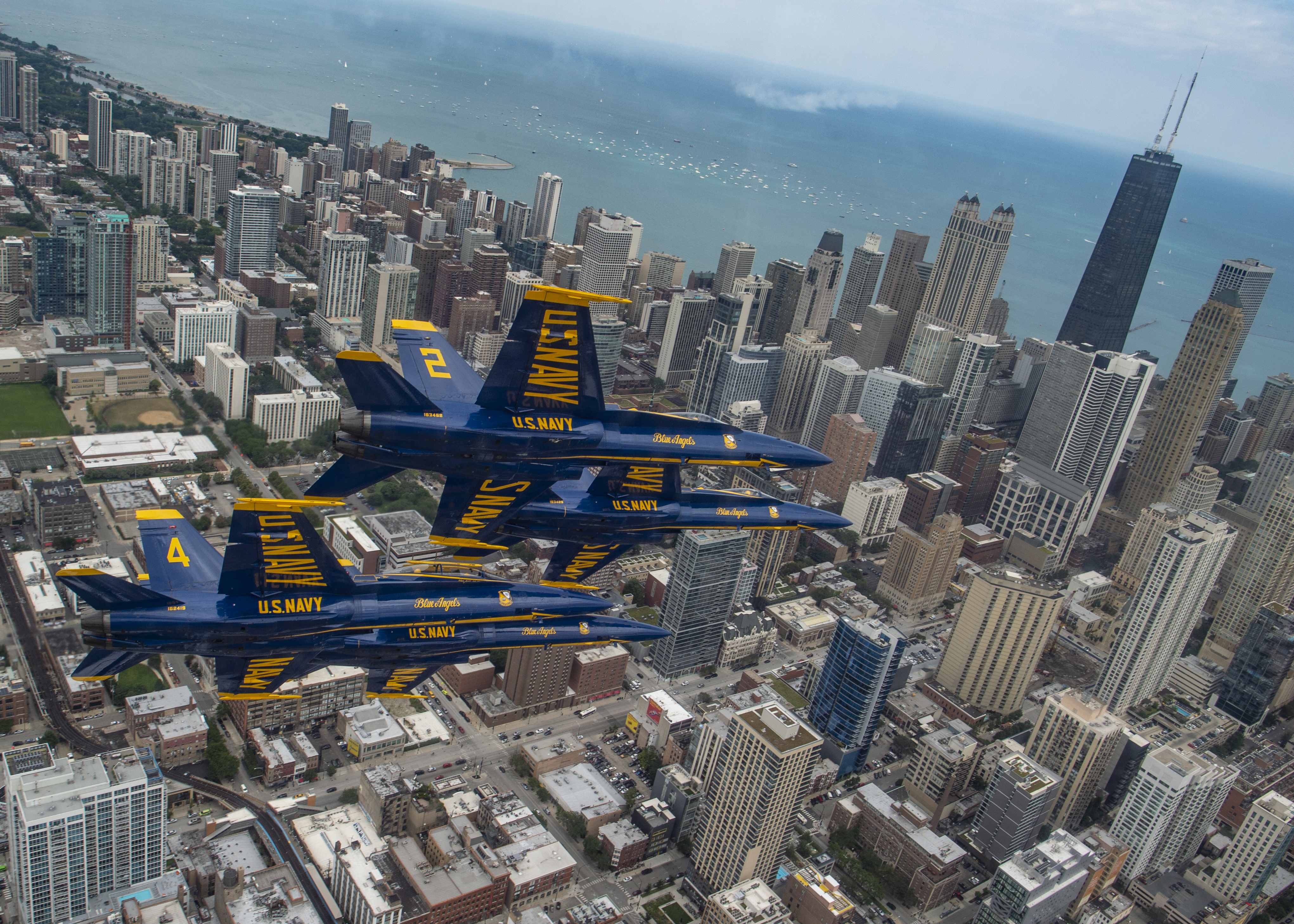
Blue Angels flyger över centrala Chicago, 16 augusti 2019.
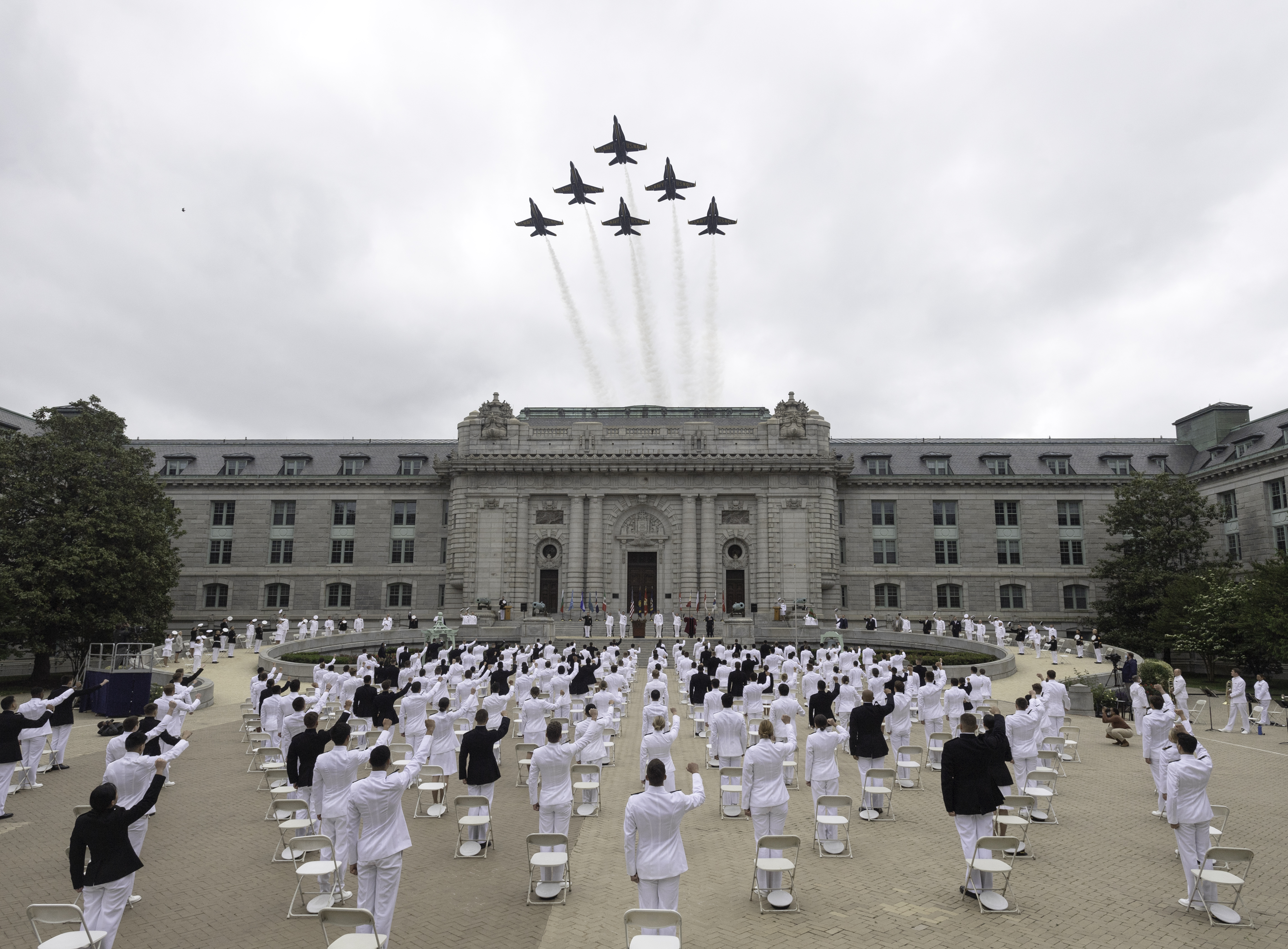
Överflygning vid avslutningsceremonin på United States Naval Academy den 20 maj 2020.